# Conostigmus confluens
Conostigmus confluens är en stekelart som beskrevs av Paul Dessart 1974. Conostigmus confluens ingår i släktet Conostigmus och familjen trefåresteklar. Inga underarter finns listade i Catalogue of Life.